# Mylène (prénom)
Mylène est un prénom féminin, contraction de Marie et d'Hélène, surnom créé par Mylène Demongeot[réf. nécessaire]. Marie vient de l'hébreu mar-yâm et signifie « celle qui élève ». Hélène vient du grec helê et signifie « éclat du soleil ». Mylène est fêtée le 15 ou le 18 août.

## Personnalités portant le prénom de Mylène
- Pour l'ensemble des articles sur les personnes portant ce prénom, consulter :
  - la liste des articles dont le titre commence par ce prénom
  - les listes produites par Wikidata : Liste des personnes de prénom « Mylène » — même liste en incluant les éventuels prénoms composés qui contiennent « Mylène ».